# Merdanzo
Il Merdanzo, anche detto, meno di frequente, Mandancio, è un torrente delle Alpi liguri lungo circa 10 km. Scorre in provincia di Imperia ed è un affluente di sinistra del Nervia.

## Idronimo
Il nome del torrente potrebbe derivare dall'odore sgradevole di sorgenti solforose presenti nei pressi del corso d'acqua. Secondo altre fonti deriverebbe invece dal fetore derivato dalla macerazione della canapa, coltura un tempo diffusa nella zona, oppure dal termine latino mendacium ("falsità", "inganno"), o ancora dagli scarichi organici che gli abitanti di Apricale riversavano nel corso d'acqua. In passato un consigliere regionale propose, senza successo, di cambiarne la denominazione in rio delle Rose.

## Geografia
Il Merdanzo nasce dalla confluenza di alcuni rami sorgentizi poco a sud di Bajardo. Dirigendosi verso sud-ovest passa tra il monte Cianela (a nord, 587 m) e il monte Osaggio (a sud, 527 m) e ruota poi verso ovest, raggiungendo il Nervia a Isolabona.
Il monte Bignone rappresenta il punto più elevato del suo bacino idrografico.

### Affluenti

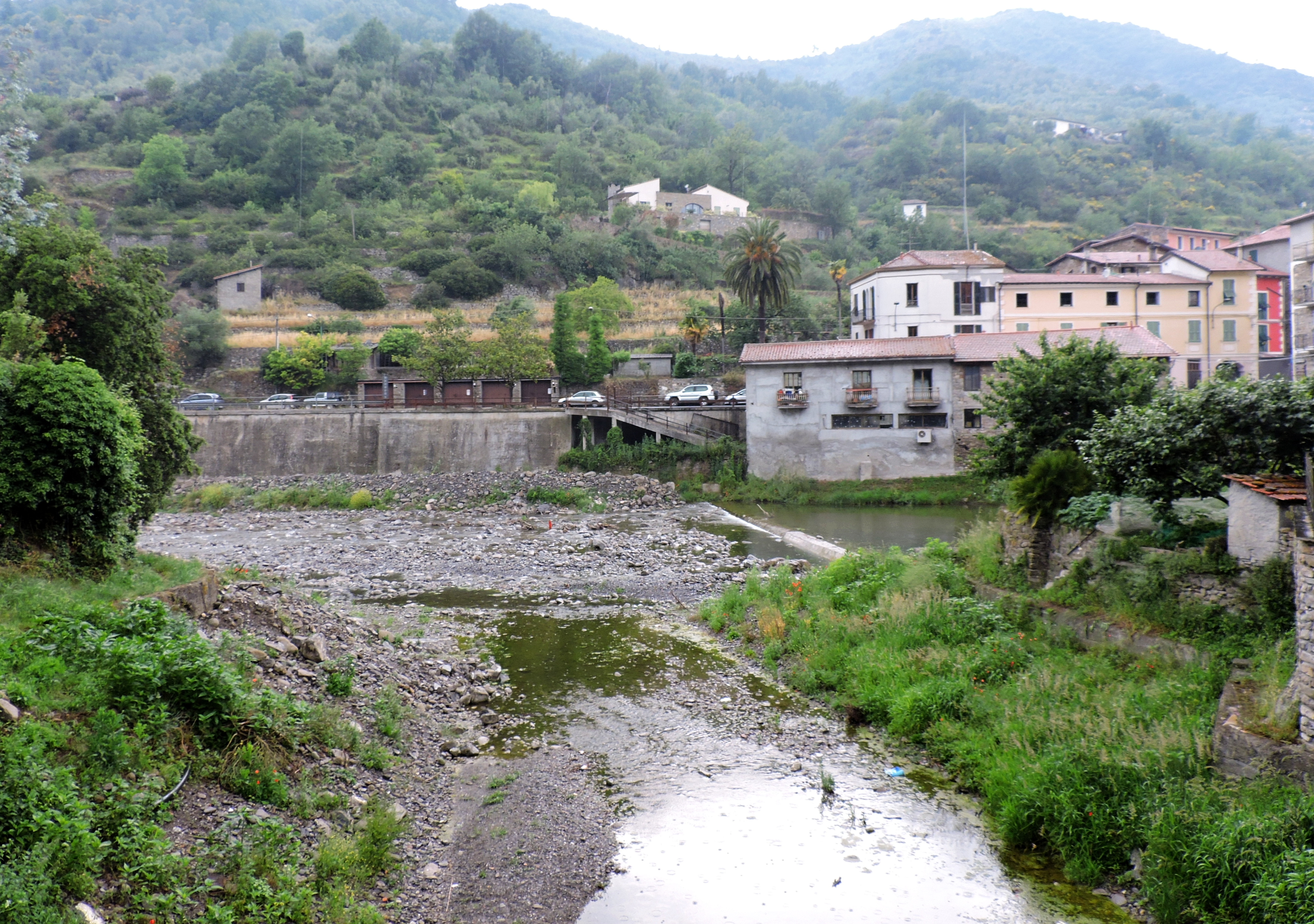
La confluenza nel Nervia

In destra orografica:
- rio Roschetti;
- rio Crosio;
- rio San Rocco.

In sinistra orografica:
- rio Brenca;
- rio Vilarer;
- rio Coniolongo;
- rio Lattega.

## Geologia
La parte più a monte del bacino del Merdanzo è caratterizzata da affioramenti di arenaria su una base di flysch. In questa zona sono stati segnalati numerosi fenomeni franosi di tipo gravitativo. Il fondovalle è in genere incassato e presenta numerose anse con versanti ripidi e spesso rocciosi. Il reticolo idrografico del bacino si mostra ancora in fase di evoluzione, con l'erosione che prevale sui processi di sedimentazione.

## Nella letteratura
(Il barone rampante, Italo Calvino)
Il Merdanzo viene citato da Italo Calvino ne Il barone rampante perché Cosimo, il protagonista del libro, lo utilizza abitualmente per farvi i propri bisogni appollaiato su un ontano sporgente sul corso d'acqua. Calvino mutò il nome del torrente in Fetenzo in una edizione per le scuole del libro uscita nel 1959.
Lo scrittore Nico Orengo definì il torrente caro ai nativi e poco presentabile agli ospiti.